# Bentheim
Bentheim er en vestfalisk adelsslægt. 
Familiens tidligere hovedbesiddelse er den nuvæende landkreds Grafschaft Bentheim, der er den sydvestlige del af delstaten Niedersachsen. Landkredsen grænser op til Holland og Nordrhein-Westfalen. Familien har også haft besiddelser i Nordrhein-Westfalen. 

Slægten er delt i flere linjer, herunder Bentheim-Steinfurt og Bentheim-Tecklenburg-Rheda. 